# 康韦 (南卡罗来纳州)
康韦（英語：Conway）是美国南卡罗来纳州下属的一座城市。城市类型是“City”。其面积大约为22.78平方英里（59.01平方公里）。根据2010年美国人口普查，该市有人口17,103人，人口密度约为每平方 英里750.69人（约合每平方公里289.85人）。